# Большой Лиссабон (субрегион)
Субрегион Большой Лиссабон (порт. Grande Lisboa (subregião))  — экономико-статистический субрегион в западной  Португалии.
Входит в состав Лиссабонского региона.
Включает в себя часть округа Лиссабон.
Территория — 1381 км². Население — 2 003 436 человек. Плотность населения — 1 450,7 чел/kм².

## География
Субрегион граничит:
- на севере — субрегион  Оэште
- на востоке —  субрегион Лезирия-ду-Тежу
- на юге —  субрегион  Полуостров Сетубал
- на западе —  Атлантический океан

## Муниципалитеты
Субрегион включает в себя 9 муниципалитетов округа Лиссабон:
- Амадора
- Вила-Франка-де-Шира
- Кашкайш
- Лиссабон
- Лореш
- Мафра
- Одивелаш
- Оейраш
- Синтра